# North Light Plant (Nuevo México)
North Light Plant es un lugar designado por el censo ubicado en el condado de San Juan en el estado estadounidense de Nuevo México. En el Censo de 2010 tenía una población de 414 habitantes y una densidad poblacional de 230,33 personas por km².

## Geografía
North Light Plant se encuentra ubicado en las coordenadas 36°52′31″N 108°2′45″O / 36.87528, -108.04583. Según la Oficina del Censo de los Estados Unidos, North Light Plant tiene una superficie total de 1.8 km², de la cual 1.8 km² corresponden a tierra firme y (0%) 0 km² es agua.

## Demografía
Según el censo de 2010, había 414 personas residiendo en North Light Plant. La densidad de población era de 230,33 hab./km². De los 414 habitantes, North Light Plant estaba compuesto por el 80.19% blancos, el 0% eran afroamericanos, el 3.86% eran amerindios, el 0% eran asiáticos, el 0.24% eran isleños del Pacífico, el 13.77% eran de otras razas y el 1.93% pertenecían a dos o más razas. Del total de la población el 27.05% eran hispanos o latinos de cualquier raza.